# برايان أوشوجنسي (فيلسوف)
برايان أوشوجنسي (بالإنجليزية: Brian O'Shaughnessy)‏ هو فيلسوف أسترالي، ولد في 10 سبتمبر 1925 في كيو ‏ في أستراليا، وتوفي في 7 يوليو 2010.